# Beatrip
Beatrip è il secondo album del gruppo giapponese dei Λucifer.

## Tracce
1. Jiraiya (地雷也) - 3:32
2. Hurueru Maguma (フルエルマグマ) - 3:53
3. Love & Pain - 4:54
4. Tokyo Illusion (TOKYO幻想) - 4:38
5. Lucy - 4:17
6. Carnation Crime - 3:20
7. Egovision (エゴビジョン) - 5:12
8. Junk City - 3:37
9. Tsubasa - 3:32
10. Shelter - 6:30